# Trigonodiplosis fraxini
Trigonodiplosis fraxini är en tvåvingeart som beskrevs av Rubsaamen 1917. Trigonodiplosis fraxini ingår i släktet Trigonodiplosis och familjen gallmyggor. Inga underarter finns listade i Catalogue of Life.